# Aire protégée pour l’utilisation durable des ressources naturelles
Une zone protégée pour l'utilisation durable des ressources naturelles est une aire protégée dans laquelle l'objectif est de protéger et de préserver la diversité biologique à long terme. L'UICN définit ces aires comme étant de catégorie VI, soit avec le plus d'intervention humaine.
Selon l'UICN, les aires protégées pour l'utilisation durable des ressources naturelles sont définies comme des zones qui : « maintiennent les écosystèmes et les habitats, en même temps que les valeurs culturelles associées et les systèmes de gestion des ressources naturelles traditionnels. Elles sont généralement de grande taille, majoritairement dans des conditions naturelles, et dont une partie est gérée de manière durable pour ses ressources. Un usage basique et non industriel des ressources naturelles compatible avec la conservation de la nature y est vu comme l'un des objectifs principaux ». Leur usage se fat essentiellement au profit des populations locales.